# Parabonna goffergei
Genre
Espèce
Parabonna goffergei, unique représentant du genre Parabonna, est une espèce d'araignées aranéomorphes de la famille des Gnaphosidae.

## Distribution
Cette espèce est endémique du Brésil.

## Publication originale
- Mello-Leitão, 1947 : Algumas aranhas novas de Pedra Açú e Paraná. Papeis Avulsos do Departamento de Zoologia, vol. 8, no 11, p. 127-135.